# Aironi Rugby 2010-2011
La stagione 2010-2011 fu quella di debutto per la neonata franchigia degli Aironi, nota anche come Montepaschi Aironi per ragioni di sponsorizzazione legate al mai sponsor Banca Monte dei Paschi di Siena.
La squadra viene affidata al head coach Franco Bernini, l'unico che riuscì a portare il Rugby Viadana alla vittoria dello scudetto. Vennero concordati cinque incontri estivi precampionato di preparazione nel mese di agosto: l'11 agosto contro il Mont-de-Marsan e il 14 agosto contro il Bordeaux Bègles, entrambe squadre di Pro D2 francese, ed il 20 agosto contro GranDucato e Crociati nell'Adidas Cup, un torneo preparativo tra Aironi, GranDucato e Crociati tutti sponsorizzati tecnicamente da Adidas per la stagione 2010-2011. L'ultima amichevole il 27 agosto contro i Saints a Northampton.
Per la stagione di Celtic League 2010-2011 la divisa di gioco, firmata Adidas, era nera per le partite casalinghe e bianca per quelle in trasferta, mentre era color verde pino per le partite di Heineken Cup, tutte con dettagli argentei.
L'impianto di gioco delle partite casalinghe della squadra era ufficialmente il Luigi Zaffanella di Viadana, ristrutturato e ampliato per l'occasione con una capacità 6.000 posti a sedere. La tribuna ovest era la tribuna VIP, quella nord prendeva il nome degli sponsor Eni e Monte dei Paschi di Siena, mentre quella est era la tribuna dei tifosi più calorosi, i cosiddetti Miclas. Gli abbonamenti toccarono livelli record con 1.300 abbonati. Come impianto alternativo per alcune partite casalinghe venne utilizzato anche lo Stadio Brianteo di Monza.
La rosa della squadra era costituita prevalentemente da giocatori italiani dalle squadre del campionato italiano e degli italiani che militavano all'estero, che vennero richiamati in patria per l'occasione.
Il 14 agosto 2010 fu la prima uscita non ufficiale della franchigia a Capbreton in Francia nella prima amichevole stagionale persa contro lo Stade Montois per 10 a 23 (3' m. Furno tr. Bocchino; 73' cp. Bocchino). La seconda amichevole precampionato contro Bordeaux-Bègles fu invece vinta con punteggio di 23-16 (21' cp. Mercier; 40' m. Robertson tr. Mercier; 45' m. des Fountain tr. Mercier; 29' e 31' cp. Laharrague). Vittoria dell'Adidas Cup contro Crociati e GranDucato nel terzo e quarto impegno prima di cedere contro Northampton col punteggio netto di 5-38 nella quinta uscita amichevole.
Il 4 settembre 2010 fu il debutto ufficiale degli Aironi Rugby in Magners League al Musgrave Park di Cork contro il Munster, davanti a 8.400 spettatori. La franchigia emiliano-lombarda, nonostante la prestazione, fu sconfitta 17 a 33 con bonus offensivo da parte dai campioni in carica del torneo. L'11 settembre 2010 fu invece la prima uscita casalinga ufficiale del club, tra le mura amiche dello stadio Zaffanella, davanti a 4.450 spettatori ed arbitrati dall'italiano Stefano Penne. La partita, giocata contro l'Ulster, fu una sconfitta dove però, avendo perso di misura 15-22, gli Aironi conquistarono il punto di bonus difensivo, primo punto in classifica della loro storia.
L'8 novembre 2010 l'allenatore Franco Bernini viene esonerato dal ruolo di head coach della squadra e mandato a ricoprire un ruolo più manageriale all'interno della componente organizzativa degli Aironi Rugby. Al suo posto subentra il gallese Rowland Phillips, già allenatore della difesa.
La prima stagione in Celtic League non fu semplice a livello competitivo ed al termine del girone d'andata gli Aironi non avevano vinto nemmeno una partita. Complice la sfortunata prova contro Edimburgo alla quinta giornata di campionato persa 9-10 o il doppio confronto nei derby persi di misura contro il Benetton rispettivamente 10-15 e 15-16.
Il 10 aprile 2010 a Viadana, davanti a 3.000 persone, gli Aironi colsero la prima vittoria assoluta in Heineken Cup contro i vice-campioni d'europa del Biarritz, grazie ad un drop a tempo scaduto dell'estremo Julien Laharrague che fissò il punteggio sul 28-27 finale. Le altre partite disputate contro Ulster, Bath e lo stesso Biarritz furono tutte sconfitte nette che relegarono la franchigia al 4º ed ultimo posto nella Pool 4.
La prima vittoria di sempre in Celtic League fu anche l'unica della stagione 2010-11. Il 26 marzo 2011 allo stadio Zaffanella, davanti a 2.700 persone, la franchigia degli Aironi Rugby si impose su quella del Connacht per 25 a 13. Tre mete quelle marcate dalla squadra di casa, firmate Robertson, Krause, Demas e punto di bonus offensivo sfiorato. 
Seguirono nuovamente un paio di sconfitte di misura rimediate contro Glasgow Warriors (16-17) ed Ospreys (10-12) all'ultima giornata di campionato. La franchigia degli Aironi chiuse quindi al 12º ed ultimo posto in classifica la Magners League 2010-2011 con 12 punti, una vittoria, 21 sconfitte ed 8 otto punti di bonus difensivo, il più alto in classifica generale, a riprova dei tanti successi mancati di misura.

## La franchigia
La franchigia aveva come sede la città di Viadana, che rappresentava anche la Società a capo del progetto, il Rugby Viadana. Tuttavia anche altre società lombarde ed emiliane avevano sposato il progetto Aironi.
Le società appartenenti erano:
- Viadana - 53%
- Colorno - 15%
- GRAN Parma - 15%
- Parma - 10%
- Noceto - 5%
- Mantova - 2%
- Modena - club fiancheggiatore
- Reggio Emilia - club fiancheggiatore

Siglata all'interno della sala consigliare del palazzo del Comune di Parma la nascita franchigia lombardo-emiliana e la costituzione ufficiale della società “Aironi Rugby spa” nello studio notarile, alla presenza dei presidenti delle sei società: Silvano Melegari (Viadana), Stefano Cantoni (Colorno), Andrea Bandini (GRAN Parma), Bernardo Borri (Parma), Angelo Barocelli (Noceto) e Paolo Bellini (Mantova).

## Divise da gioco
Il fornitore tecnico per la stagione sportiva 2010-2011 è Adidas, mentre il main sponsor è Banca Monte dei Paschi di Siena.
| Casa | Trasferta | Heineken Cup |

## Rosa e staff tecnico

### Permit player
- Tommaso D'Apice (TL)
- Pietro Travagli (MM)

## Campagna acquisti
La rosa della squadra, inizialmente, era composta da un totale di 43 giocatori, 25 dei quali (il 58%) provenienti dai club di: Viadana (16), Parma (6) e GRAN Parma (3).
| Giocatore               | Squadra di provenienza |
| ----------------------- | ---------------------- |
| Luca Redolfini          | Viadana                |
| Plinio Sciamanna        | Viadana                |
| Luigi Ferraro           | Viadana                |
| Roberto Santamaria      | Viadana                |
| Carlo Del Fava          | Viadana                |
| Joshua Furno            | Viadana                |
| Quintin Geldenhuys      | Viadana                |
| Andrea Benatti          | Viadana                |
| Aldo Birchall           | Viadana                |
| Gareth Krause           | Viadana                |
| Jaco Erasmus            | Viadana                |
| Josh Sole               | Viadana                |
| Pablo Canavosio         | Viadana                |
| Michael Wilson          | Viadana                |
| Matteo Pratichetti      | Viadana                |
| Kaine Robertson         | Viadana                |
| Alberto De Marchi       | Parma                  |
| Luigi Milani            | Parma                  |
| Simone Favaro           | Parma                  |
| Gilberto Pavan          | Parma                  |
| Roberto Quartaroli      | Parma                  |
| Giulio Rubini           | Parma                  |
| Nicola Cattina          | GRAN Parma             |
| Tito Tebaldi            | GRAN Parma             |
| Giovanbattista Venditti | GRAN Parma             |
| Andrea De Marchi        | Rovigo                 |
| Riccardo Bocchino       | Rovigo                 |
| Gabriel Pizarro         | Rovigo                 |
| Giulio Toniolatti       | Rugby Roma             |
| Paolo Buso              | Rugby Roma             |
| Ludovic Mercier         | Petrarca               |
| Alberto Benettin        | Petrarca               |
| Fabio Ongaro            | Saracens               |
| Matías Agüero           | Saracens               |
| George Biagi            | I Cavalieri            |
| Nick Williams           | Munster                |
| Salvatore Perugini      | Bayonne                |
| Fabio Staibano          | Castres                |
| Vickus Liebenberg       | Brive                  |
| Julien Laharrague       | Montauban              |
| Marco Bortolami         | Gloucester             |
| Dylan des Fountain      | Stormers               |
| Danwel Demas            | Cheetahs               |

## Competizioni
- Celtic League 2010-2011
- Heineken Cup 2010-2011